# Emiel De Bolle
Emiel De Bolle is een Belgisch striptekenaar, cartoonist en grafisch ontwerper. 

## Carrière
De Bolle studeerde tussen 1962 en 1966 Sierkunsten A7/2, Grafisch ontwerp, commerciële kunst en beeldvorming aan het Hoger Sint-Lukas Instituut in Schaarbeek gevolgd door een studie journalistiek in 1969-1970 aan het Hoger Instituut voor Journalisten van België. In 1969 werkte hij als layoutredacteur bij De Standaard N.V. om vervolgens tussen 1973 en 1977 verpakkingen te ontwerpen. Vanaf 1976 werkt De Bolle als freelance grafisch ontwerper.
Tussen 1999 en 2004 was De Bolle tevens docent waarnemingstekenen voor volwassenen en in 2004 richtte hij zijn eigen atelier te Gooik in en organiseert tekenworkshops.
De Bolle tekende tussen 1975 en 2000 politieke cartoons voor Het Nieuwsblad en De Gentenaar en sinds 2011 tekent hij cartoons voor het weekblad 't Pallieterke.
Als freelancer werkte De Bolle in de jaren 2000 onder andere voor Studio Max!. Daar tekende Bolssens vooral mee aan de reeks Stam en Pilou. 
In 2009 maakte hij samen met onder meer Rik De Wulf en Marc Daniëls het album Alexander de Grote 1 in de educatieve reeks De reizen van Alex van Jacques Martin. 